# Ториски
Ториски (словац. Torysky) — село и одноимённая община в районе Левоча Прешовского края Словакии. В письменных источниках начинает упоминаться с 1284 года.

## География
Село расположено в юго-западной части края, в пределах долины реки Торисы, при автодороге 3223. Абсолютная высота — 813 метров над уровнем моря. Площадь муниципалитета составляет 17,72 км².

## Население
| Год:                | 1994 | 2004    | 2014     | 2024    |
| ------------------- | ---- | ------- | -------- | ------- |
| Количество человек: | 431  | 392     | 350      | 321     |
| Разница:            |      | −9,04 % | −10,71 % | −8,28 % |

По данным последней официальной переписи 2021 года, численность населения Торисок составляла 327 человек.
Национальный состав населения (по данным переписи населения 2011 года):
| Национальность | Численность, человек |
| -------------- | -------------------- |
| словаки        | 209                  |
| русины         | 129                  |
| чехи           | 1                    |
| не указана     | 15                   |

По данным переписи 2021 года, в конфессиональном составе населения преобладали греко-католики (79,2 %) и католики (15,3 %).